# Malpighia wilburiorum
Malpighia wilburiorum är en tvåhjärtbladig växtart som beskrevs av W.R. Anderson. Malpighia wilburiorum ingår i släktet Malpighia och familjen Malpighiaceae. Inga underarter finns listade i Catalogue of Life.